# 596 (ядерне випробування)
596 — кодова назва першого в КНР випробування ядерної зброї, яке проводилося 16 жовтня 1964 на ядерному полігоні Лоб-Нор (в околиці озера Лоб-Нор). Атомна бомба створена на основі елемента уран-235 і мала потужність 22 кілотонни. Це випробування зробило КНР п'ятою у світі ядерною державою.
Назва проекту зроблена від року 1959 і місяця червня, коли почалися його розробки після того, як Микита Хрущов оголосив про припинення допомоги Китаю в розробці ядерної зброї (це сталося 20 червня).

## Історія
Спочатку ядерна програма КНР, що стартувала наприкінці 1950-х, підтримувалася СРСР. Мао Цзедун, видавши розпорядження під номером «02» про розвиток ядерного озброєння, вважав, що без ядерної зброї світова спільнота не сприйматиме КНР серйозно. Ця думка зміцнилася в результаті Першої кризи в Тайванській протоці 1954-1955.
За допомогою СРСР КНР зміг обладнати експериментальний ядерний реактор на базі урану, циклотрон та інші установки. СРСР навіть погодився допомогти у розробці прототипної ядерної зброї, проте допомогу було припинено через похолодання радянсько-китайських відносин, і радянських наукових консультантів було відкликано. Після цього КНР вирішила продовжувати розробки самостійно, щоб забезпечити безпеку КНР щодо США, СРСР та Франції.
Першу бомбу випробували у 1964 на полігоні біля озера Лоб-Нор. Тоді технологію плутонію освоєно не було, і бомба була виготовлена на основі урану-235. Після цього випробування потужністю 22 кілотонни Китай розробив ядерну ракету, а в 1967 — водневу бомбу.
Ядерне випробування 1964 було несподіванкою для США. Розвідка вважала, що Китай не зможе так швидко розробити бомбу, вважаючи, що для вдосконалення плутонієвої технології потрібен значно більший термін, і не припускаючи, що буде використано уран.